# Bakerstreet
Bakerstreet is een Nederlandse winkelketen die broodjes verkoopt bij tankstations in Nederland en België. Daarnaast zijn er in Nederland enkele zelfstandige filialen en enkele instore-vestigingen te vinden bij vestigingen van Praxis.
Bakerstreet is in 1997 opgericht door Bart van Elsland als onderdeel van Bakker Bart onder de naam Bart's Bakerstreet. in 2002 werd Bart's Bakerstreet verkocht aan Marcel Boekhoorn en Eric Companjen. De keten ging verder onder de naam Bakerstreet.
Op 22 juli 2019 maakte Bakerstreet bekend om samen te gaan met Bakker Bart in de nieuwe holding Vital Food Group B.V. Beide merknamen blijven naast elkaar bestaan
In 2009 is Bakerstreet uitgegroeid tot een bedrijf met 105 vestigingen in Nederland en België.